# Jung Seung-hyun
Jung Seung-hyun (kor. 정승현, ur. 3 kwietnia 1994 w Inczonie) – południowokoreański piłkarz występujący na pozycji obrońcy w japońskim klubie Kashima Antlers i w reprezentacji Korei Południowej. Uczestnik mistrzostw świata w 2018.